# Abraham Lehn (godsejer)
 Der er flere personer med dette navn, se Abraham Lehn.
Abraham Lehn (døbt 10. maj 1701 i København, død 31. juli 1757 på Berritzgård) var en dansk godsejer, bog- og kunstsamler.
Hans fader var vinhandleren af samme navn. Tillige med sine brødre blev han opdraget i deres svogers købmand Christian Schupps hus, og 1717 dimitterede Peder Benzon Mylius ham til Universitetet. Efter at han 1719 havde fået rådighed under kurator over sin formue (over 200.000 Rdl.), begav han sig 1720 med Mylius som mentor på en etårig udenlandsrejse, på hvilken han bl.a. besøgte Hamborg, Dresden, Wien og Paris. Lehns fader havde ønsket, at sønnen ville følge sine forfædres levevej som handelsmand; men dertil følte han ingen lyst, og han valgte da som andre rigmænd at anbringe sin formue i jordegods. 1725 købte han af kronen Højbygård og gods på Lolland og året efter Fuglsang og Priorskov med gods, hvortil han endelig 1729 føjede Berritzgård og gods, i alt 331 tdr. frit og 2145 tdr. ufrit hartkorn foruden 362 tdr. matr. tiendehartkorn; sin bolig havde han om sommeren mest på sidstnævnte gård, om vinteren i København, hvor han ejede flere gårde. Tillige med sin broder, Johan Lehn, der også havde købt flere godser, lod han sig 1731 optage i adelstanden. Med stor interesse og dygtighed tog Lehn sig af sine ejendommes bestyrelse, og mange endnu bevarede breve fra hans hånd vidner om, at han også under sine ophold i København stod i levende korrespondance med sine forvaltere; både jordernes drift og godsstyrelsen fulgte han i detaljerne. Et fremtrædende træk hos Lehn var en alvor, som mentes at hidrøre fra den begivenhed på hans udenlandsrejse, hvor han, rigtignok fuldkommen uskyldig, gav anledning til den duel, der kostede Tordenskiold livet. Men at denne skulle have haft opsigt med Lehn på hans rejse, må anses for en ganske uhjemlet overlevering, så meget mere som det er godtgjort, at de aldeles ikke fulgtes ad på rejsen, men kun tilfældig traf sammen.
Under sin virksomhed som godsejer glemte Lehn dog ikke de interesser, som fra ungdommen havde optaget ham. Allerede på sin rejse indkøbte han mange bøger, mønter og naturalier, og sine samlinger af disse ting vedblev han til sin død at forøge, så han kunne efterlade sig bl.a. en værdifuld bogsamling på 4-5000 bind, væsentlig af teologisk og historisk indhold, og en del manuskripter. Medens de fleste af hans Mønter m.m. i tidens løb er forsvundne, er hans bøger og en smuk samling af malerier, kobbere og raderinger, indeholdende mange gode, især hollandske, billeder, bevarede til nutiden. Lehn, der døde på Berritzgård 31. juli 1757, havde 25. juni
1727 ægtet Sophie Amalie Edinger (21. marts 1700 – 28. januar 1768), datter af købmand i København
Vilhelm Edinger og Else Margrethe Wigand. Han var fader til Poul Abraham Lehn, som arvede godserne.
Han er begravet i Majbølle Kirke. Der findes portrætmalerier på Orebygård, bl.a. af Johann Kupetzky i Wien 1720 og (efter angivelse) af en fransk maler.